# قاو لي هوا
قاو لي هوا ((بالصينية: 高丽华)) (من مواليد 31 أكتوبر 1979) هي لاعبة هوكي الحقل من الصين.
شاركت في دورة الألعاب الآسيوية 2006 في الدوحة بقطر.

## روابط خارجية
- قاو لي هوا على موقع أوليمبيديا (الإنجليزية)
- قاو لي هوا على موقع اللجنة الأولمبية الصينية (الإنجليزية)